# Ponte Giovanni da Verrazzano
Die Ponte Giovanni da Verrazzano ist eine Brücke in Florenz über den Fluss Arno. Unter den florentinischen Brücken ist es die am zweitmeisten flussaufwärts gelegene, nach der Ponte di Varlungo. Die Brücke verbindet die Viertel Campo di Marte (nördlich) und Gavinana (südlich) miteinander. Auf der Nordseite beginnt sie am Lungarno Cristoforo Colombo, auf der Südseite stößt sie auf die Piazza Ravenna.
Sie ist nach dem toskanischen Seefahrer und Entdecker Giovanni da Verrazzano benannt.

## Technische Daten
Die Brücke ist 141 Meter lang, 26,80 Meter breit und hat eine maximale Höhe von 12 Metern. Sie ist von moderner Bauart und die Stützweite ihres Einfeldträgersystems beträgt 113 Meter. Die Struktur besteht aus Stahl und Eisenbeton.

## Bau der Brücke
Der Bau wurde 1970 beendet. Das Projekt war ein Werk der Ingenieure Carlo Damerini und Vittorio Scalesse sowie des Architekten Leonardo Savioli. Die Brücke ist sichtbar in drei Teile geteilt. Die äußeren beiden Teile, symmetrisch und aus Beton, beginnen bei den jeweils entgegengesetzten Ufern und werden durch einen Zentralteil verbunden, der eine Metallstruktur hat. In den Seitenteilen gibt es Sitzplätze für Fußgänger.

## Bibliographie
- Gurrieri, Francesco: Die Brücke Giovanni da Verrazzano in Florenz. In: Das Werk. Band 59, Nummer 5, 1972, S. 277–279. doi:10.5169/seals-45842
- Francesco Guerrieri, Lucia Bracci, Giancarlo Pedreschi. I ponti sull'Arno dal Falterona al mare. Firenze, Edizioni Polistampa, 1998.